# Anthrax hassani
Anthrax hassani är en tvåvingeart som beskrevs av Paramonov 1935. Anthrax hassani ingår i släktet Anthrax och familjen svävflugor. Inga underarter finns listade i Catalogue of Life.